# Cobaltpentlandita
La cobaltpentlandita és un mineral de la classe dels sulfurs, que pertany al grup de la pentlandita. Rep el seu nom per la seva relació amb la pentlandita i el seu contingut en cobalt.

## Característiques
La cobaltpentlandita és un sulfur de fórmula química Co9S₈. Cristal·litza en el sistema isomètric. Es troba en forma laminar exsolta, així com granular i com a cristalls separats, de fins a 4 mil·límetres. La seva duresa a l'escala de Mohs és 4 a 4,5. Forma una sèrie de solució sòlida amb la pentlandita.
Segons la classificació de Nickel-Strunz, la cobaltpentlandita pertany a «02.B - Sulfurs metàl·lics, M:S > 1:1 (principalment 2:1), amb Ni» juntament amb els següents minerals: horomanita, samaniïta, heazlewoodita, oregonita, vozhminita, arsenohauchecornita, bismutohauchecornita, hauchecornita, tel·lurohauchecornita, tučekita, argentopentlandita, geffroyita, godlevskita, kharaelakhita, manganoshadlunita, pentlandita, shadlunita i sugakiïta.

## Formació i jaciments
Es troba en filons hidrotermals amb altres sulfurs i arsenats. Sol trobar-se associada a altres minerals com: pirita, marcassita, pirrotina, troilita, cubanita, bornita, calcocita, digenita, linnaeïta, siegenita, parkerita, bravoïta, langisita o magnetita. Va ser descoberta l'any 1959 al dipòsit de Varislahti, a Outokumpu (Finlàndia Oriental, Finlàndia).